# Pittosporum tenuivalvatum
Pittosporum tenuivalvatum là một loài thực vật có hoa trong họ Pittosporaceae. Loài này được Hung T. Chang & S.Z. Yan miêu tả khoa học đầu tiên năm 1978.